# Magia (singel Kalafiny)
Magia – dziewiąty singel zespołu Kalafina, wydany 16 lutego 2011 roku. Została także wydana limitowana edycja anime. Tytułowy utwór został wykorzystany jako ending w anime Puella Magi Madoka Magica.
Singel osiągnął 7 pozycję w rankingu Oricon, sprzedano 48 679 egzemplarzy.

## Lista utworów
Wszystkie utwory zostały skomponowane i napisane przez Yuki Kajiura.
Dysk pierwszy (CD)
| Nr | Tytuł                    | Czas |
| -- | ------------------------ | ---- |
| 1. | "Magia"                  | 5:09 |
| 2. | "snow falling"           | 4:38 |
| 3. | "Magia 〜Instrumental〜" | 5:09 |

Dysk drugi (DVD)
| Nr | Tytuł               | Czas |
| -- | ------------------- | ---- |
| 1. | "Magia" (wideoklip) |      |

Limitowana edycja anime (CD)
| Nr  | Tytuł                  | Czas |
| --- | ---------------------- | ---- |
| 1.  | "Magia"                | 5:09 |
| 2.  | "Magia (magic mix)"    | 3:04 |
| 3.  | "Magia (TV Version)"   | 1:30 |
| 42. | "Magia (instrumental)" | 5:09 |

## Notowania
| Lista                             | Pozycja |
| --------------------------------- | ------- |
| Oricon Weekly Singles Chart       | 7       |
| Billboard Japan Hot 100           | 18      |
| Billboard JAPAN Hot Singles Sales | 4       |
| Billboard JAPAN Hot Animation     | 2       |
| Sound Scan                        | 9       |
| Planet                            | 21      |
| CDTV                              | 9       |
| FRIDAY SUPER COUNTDOWN 50         | 21      |